# Moldavia en los Juegos Olímpicos de Vancouver 2010
Moldavia estuvo representada en los Juegos Olímpicos de Vancouver 2010 por un total de 7 deportistas que compitieron en 4 deportes.  
El portador de la bandera en la ceremonia de apertura fue el biatleta Victor Pînzaru. El equipo olímpico moldavo no obtuvo ninguna medalla en estos Juegos.